# Гендер

Щит и копьё Марса — символ мужского гендера

Зеркало Венеры — символ женского гендера

Символ трансгендерных идентичностей сочетает в себе зеркало Венеры и щит и копьё Марса (см. также: символы гендера)

Ге́ндер (англ. gender, от лат. genus «род») — спектр характеристик, относящихся к маскулинности и фемининности. В зависимости от контекста, под такими характеристиками могут подразумеваться социальные структуры (в частности, гендерные и другие социальные роли) или гендерная идентичность. Гендерная идентичность не связана с сексуальной ориентацией.
В некоторых случаях понятие «гендер» ошибочно используется как синоним понятия «пол». В действительности, разграничение гендера и пола является фундаментальным, так как множественные различия между женщиной и мужчиной имеют и небиологические по своей природе причины. Понятие гендера затрагивает психические, культурные и социальные различия, а понятие пола — только физические (анатомические и физиологические) различия.
Часть людей не имеет гендерной идентичности, они агендеры. Есть и сторонники устранения гендера у человечества — постгендеризма.
Понятие «гендер» получило распространение благодаря развитию феминистской теории и гендерных исследований. Оно опирается на теорию социального конструктивизма, ряд представителей которой (в основном феминистские авторы) ставит под сомнение природное происхождение различий между людьми и объясняет их социальными процессами. Тем самым понятие «гендер» предназначено для критики обыденных представлений о «биологии как судьбе» и отсылает к идеологии гендерного равенства.
Хотя многие источники определяют гендер как «социальный пол», в современных феминистских и гендерных исследованиях такое понимание считается устаревшим. Критикуя понимание гендера как производной биологического пола, современные исследования рассматривают обе эти категории как социальные конструкты, находящиеся в сложном взаимодействии друг с другом. Тем не менее, существуют различия в трактовке термина «гендер» в разных течениях феминистской теории, постфеминизме, гендерной психологии, гендерной социологии и лесбийской философии.

## История понятия
В английском языке слово gender изначально означало грамматический род. Американский сексолог Джон Мани в 1955 году в своих работах, посвящённых изучению транссексуальных и интерсекс-людей, впервые использовал это слово для терминологического различения биологического пола и социальной роли. Но широкое распространение понятие «гендер» получило только в начале 1970-х годов благодаря развитию феминистского движения и феминистской теории. Феминистские теоретики использовали понятие «гендер» как аналитическую категорию для того, чтобы отделить половые различия, обусловленные биологией, от форм поведения и качеств, которые считаются в обществе «мужскими» или «женскими». Разграничение понятий «гендер» и «пол» позволило поставить под сомнение обыденные представления о «биологии как судьбе» и благодаря этому существенно расширить горизонты социальных и гуманитарных наук, изучая тематические области, которые ранее не были предметом научного интереса.
В постсоветскую науку понятие «гендер» вошло на рубеже 1980-х и 1990-х годов со складыванием научной области гендерных исследований. Сегодня понятие «гендер» как противопоставленное понятию «пол» как в постсоветских странах, так и во всём мире широко используется во многих контекстах, в частности, в социальных науках и документах Всемирной организации здравоохранения. При этом во многих других контекстах, в том числе в некоторых отраслях социальных наук, термины «гендер» и «пол» продолжают использоваться как взаимозаменяемые. В русскоязычной литературе встречается определение понятия «гендер» как «социокультурный пол». Вопрос разграничения понятий «пол» и «гендер» или использования их как синонимов напрямую зависит от философских и политических установок конкретного автора.

## Гендер и пол

### Различие гендера и пола
Американская психологическая ассоциация определяет понятия пола и гендера следующим образом:

Пол дан от рождения, он относится к биологическому статусу мужчины или женщины и связан, в первую очередь, с физическими признаками: хромосомами, доминирующими гормонами, анатомией внешних и внутренних органов. Гендер относится к социальным ролям, занятиям, признакам и поведению, которое данное общество считает подобающим для мальчиков и мужчин или девочек и женщин. Это влияет на то, как люди ведут себя, взаимодействуют с другими и воспринимают себя. Характеристики биологического пола одинаковы в разных культурах, в то время как признаки гендера могут отличаться.
Разграничение понятий «гендер» и «пол» опирается на теорию социального конструктивизма, которая объясняет кажущиеся природными и естественными различия социальными процессами. Использование понятия «гендер» в противопоставлении понятию «пол» опирается на тезис о том, что положение женщин и мужчин в обществе и различия между «мужским» и «женским» не имеют биологического происхождения, а являются способом интерпретации биологического, легитимным в данном обществе. Тем самым сторонники социального конструктивизма критикуют «здравый смысл», то есть господствующие в современных обществах обыденные представления, согласно которым в основе социального разделения на мужчин и женщин и вытекающих из него различий в формах поведения, возможностях, правах и пр. лежит «природная сущность». В то же время сторонники социального конструктивизма критикуют и традиционные социологические теории, опирающиеся на тот же «здравый смысл» и присущий ему биологический детерминизм. В отличие от биологического детерминизма, социальный конструктивизм утверждает, что гендерные роли конструируются обществом, что женщинами и мужчинами не рождаются, а становятся. Мужское и женское, как и другие социальные категории (например, молодое и старое) создаётся в различных социальных контекстах, принимает разные формы и наполняется разным содержанием.
В гендерных исследованиях и лежащих в их основе феминистских теориях гендер понимается как социальная категория, организующая социальные отношения власти и неравенства. В классических версиях феминистских теорий речь шла о доминировании мужчин как социальной группы над женщинами: исполнение предписанных и усвоенных гендерных ролей подразумевает неравенство возможностей, преимущества мужчины в публичной сфере, вытеснение женщины в приватную. При этом сама приватная сфера оказывается менее значимой, менее престижной и даже репрессированной. В современных феминистских теориях понимание гендера как структурирующего отношения власти усложняется и уточняется, с одной стороны, за счёт рассмотрения гендера в контексте других иерархических социальных категорий (расы, класса и др.), а с другой стороны — за счёт понимания принудительной гендерной бинарности как одного из базовых компонентов гендерного угнетения. Таким образом, понятие «гендер» является не только аналитическим, но и политическим: оно включает в себя критику существующих гендерных отношений неравенства и предназначено для изменения социального порядка и построения нового социального порядка, основанного на гендерном равенстве.

### Определение гендера как «социального пола»
Во многих ранних феминистских теориях гендер понимался как культурный коррелят биологического пола: утверждалось, что пол, то есть биологические различия, делает людей мужчинами и женщинами, а гендер, то есть социальные и культурные различия — мужественными и женственными. Похожие представления лежат в основе распространённых в русскоязычных источниках определения гендера как «социального пола» или «социокультурного аспекта половой принадлежности»: такие определения ставят гендер в прямую зависимость от пола, подразумевают бинарность обеих категорий и однозначное соответствие между ними. Определение гендера через пол основано на представлении о биологическом поле и половых различиях как основополагающих и неоспоримых — то есть, по сути, противоречит социально-конструктивистскому назначению понятия «гендер», возвращая его в рамки биологического детерминизма. Современные феминистские и гендерные исследования рассматривают гендер не как производную биологического пола, а как одну из базовых категорий социального деления и неравенства, находящуюся в сложном и многоуровневом взаимодействии с биологическим полом. Ключевой вклад в эти современные представления внесли исследования социального конструирования биологического пола.

### Социальное конструирование биологического пола
Ранние феминистские теории рассматривали гендер как конструируемую категорию, зависящую от социального контекста, а биологический пол понимали как нечто единое и универсальное. Некоторые современные исследования ставят под сомнение как реальность существования двух противопоставленных друг другу биологических полов, так и политическую нейтральность научных исследований, отстаивающих это противопоставление.
Как утверждает биолог и феминистка Энн Фаусто-Стерлинг, наблюдаемая биологическая реальность свидетельствует о половом разнообразии, которое плохо вписывается в господствующий научный нарратив о «двух полах». В своей статье об интерсекс-людях она выдвинула провокационный тезис о необходимости выделять пять полов — как сама исследовательница признавалась позднее, целью этого шутливого утверждения было наглядно показать абсурдность дискретной классификации, так как в действительности половое разнообразие человеческих организмов следует понимать как непрерывный спектр. Как показывает феминистский анализ производства научного знания, в действительности ни один из предлагаемых «традиционной биологией» половых признаков: хромосомы (XX и XY), гормоны (андрогены и эстрогены), гонады (яичники и яички), внутренняя морфология (простата, влагалище, матка и фаллопиевы трубы), внешние половые органы (половой член, мошонка, клитор и половые губы), вторичные половые признаки (волосы на лице и теле, форма груди) — не удовлетворяет требованиям бинарной классификации. Ни один из них не позволяет ни отделить всех мужчин от всех женщин, ни выделить какое-либо общее базовое свойство одного пола. Таким образом, половой диморфизм оказывается не природной данностью, а изобретённым людьми способом осмыслять биологическую реальность.
Если в обыденных представлениях «природа» понимается как нечто раз и навсегда данное и неизменное, то исследования в рамках истории и социологии науки показывают, что конкретное содержание даже таких, казалось бы, предельно конкретных понятий, как «генетический пол», меняется в зависимости от используемых учёными технологий, а неосознанные допущения о гендере влияют на то, какие данные исследователи учитывают, а какие исключают из рассмотрения, несмотря на их объективную значимость для изучаемых явлений.

### Неразличение гендера и пола
Причиной неразличения понятий «гендер» и «пол», в том числе в научных источниках, может быть незнакомство автора с теориями социального конструирования гендера и гендерных отношений как отношений власти. В то же время смешение этих понятий имеет не только аналитическое, но и политическое значение. Если разграничение этих понятий служит опровержению биологического детерминизма и продвижению гендерного равенства, то использование термина «гендер» как синонима слова «пол» лишает понятие «гендер» его критического политического содержания и тем самым способствует оправданию гендерного неравенства.

## Гендерные исследования
Гендерные исследования — междисциплинарная научная область, сформировавшаяся под влиянием феминистских движений и в тесном сотрудничестве с ними. Эта область изучает гендер и сексуальность в литературе, языке, географии, истории, политологии, социологии, антропологии, теории кино, медиа, психологии, праве и медицине. Она также изучает пересечения категорий расы, этничности, класса, национальности и инвалидности с категориями гендера и сексуальности. Гендерные исследования близки к теории конфликта, поскольку рассматривают социальные взаимодействия в перспективе власти — как борьбу между различными группами за власть, ресурсы и статус.
В постсоветской науке гендерные исследования начали развиваться во время Перестройки вместе с независимым женским движением. Постсоветские гендерные исследования изначально опирались на западные феминистские теории и разделяли их политическую ориентацию на изменение социального порядка. Параллельно на постсоветском пространстве возникла область знания, которая частично заимствовала из гендерных исследований терминологию и постановку проблем, но при этом опиралась на традиционные научные теории, не предполагающие критики существующих властных отношений. Эта научная область получила название «феминологии» или «гендеристики»; гендерные теоретики иногда называют её «ложными гендерными исследованиями».

## Гендерные идентичности
Помимо бинарной женской и мужской идентичности, существует спектр небинарных гендеров (гендерквир). В последнюю категорию также входит агендерность — отсутствие гендерной идентичности.
В трансгуманизме существует направление постгендеризма, выступающее за полное устранение гендера у человечества.